# Musei della Toscana
Questa lista è suscettibile di variazioni e potrebbe essere incompleta o non aggiornata.

Elenco in ordine alfabetico per province dei musei della regione Toscana:

(per i musei situati in altre regioni vedi: Musei italiani)
Inserire nuovi musei sotto le relative Province. In evidenza i comuni con almeno tre musei segnalati.

## Provincia di Arezzo

### Arezzo
- Casa Vasari
- Museo archeologico statale Gaio Cilnio Mecenate
- Museo diocesano d'arte sacra
- Museo statale d'arte medievale e moderna

### Provincia di Arezzo
- Museo della basilica di Santa Maria delle Grazie
- Antiquarium nazionale di Sestino
- Museo dell'arte della lana, Stia
- Museo Paleontologico di Montevarchi
- Museo di Palazzo Taglieschi, Anghiari

#### Caprese Michelangelo
- Museo Casa Natale di Michelangelo Buonarroti

#### Sansepolcro
- Museo Civico di Sansepolcro
- Museo della Resistenza di Sansepolcro
- Museo della Vetrata, Sansepolcro

## Città metropolitana di Firenze

### Musei nazionali a Firenze
- Galleria degli Uffizi
  - Corridoio vasariano
  - Gabinetto Disegni e Stampe

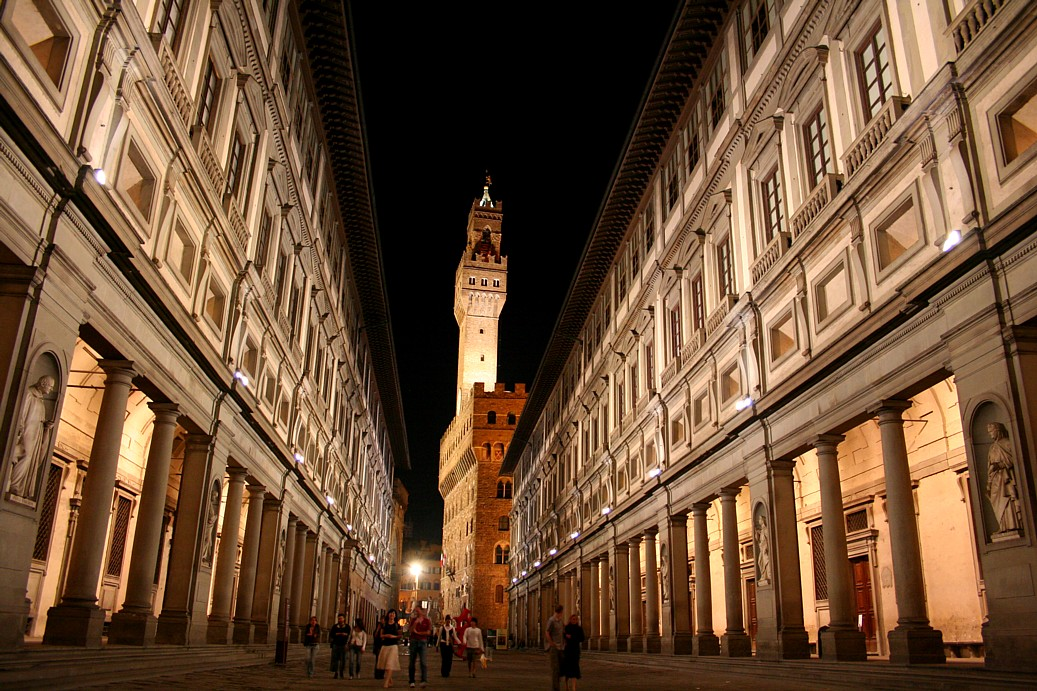
Galleria degli Uffizi

  - Collezione Contini Bonacossi (chiuso)
- Galleria dell'Accademia
  - Museo degli strumenti musicali
- Complesso di Palazzo Pitti:
  - Galleria Palatina
  - Appartamenti Monumentali
  - Galleria d'arte moderna
  - Museo degli argenti
  - Galleria del Costume
  - Giardino di Boboli
  - Museo delle porcellane e Museo delle carrozze (parte del giardino di Boboli)
- Museo nazionale del Bargello
- Museo di San Marco
- Cappelle Medicee in San Lorenzo
- Museo archeologico nazionale di Firenze
- Museo dell'Opificio delle Pietre Dure
- Museo Davanzati
- Museo di Casa Martelli
- Museo di Orsanmichele

### Firenze - altri musei
- Museo Bardini
- Museo Bellini, privato

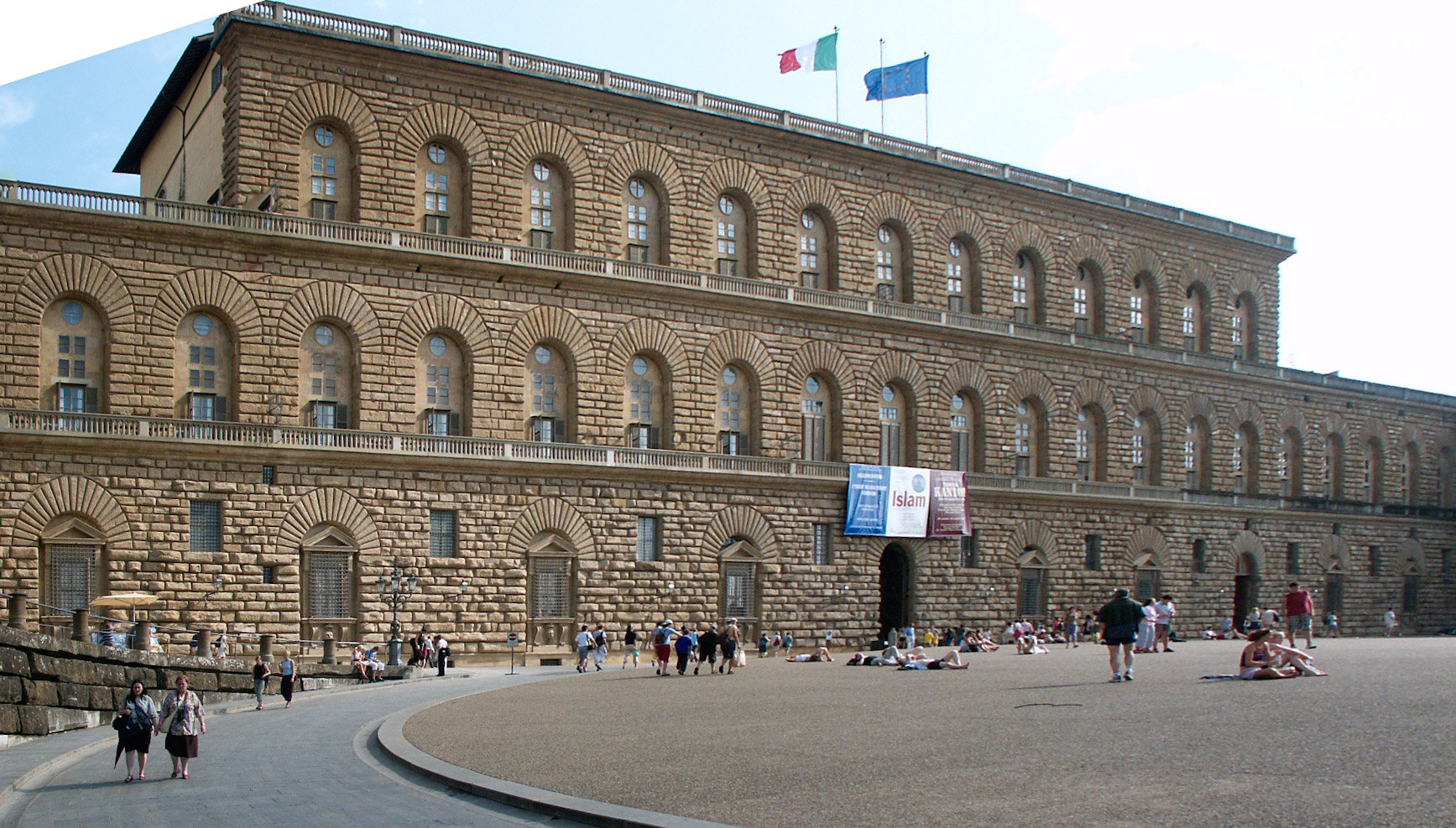
Palazzo Pitti sede di numerosi importanti musei

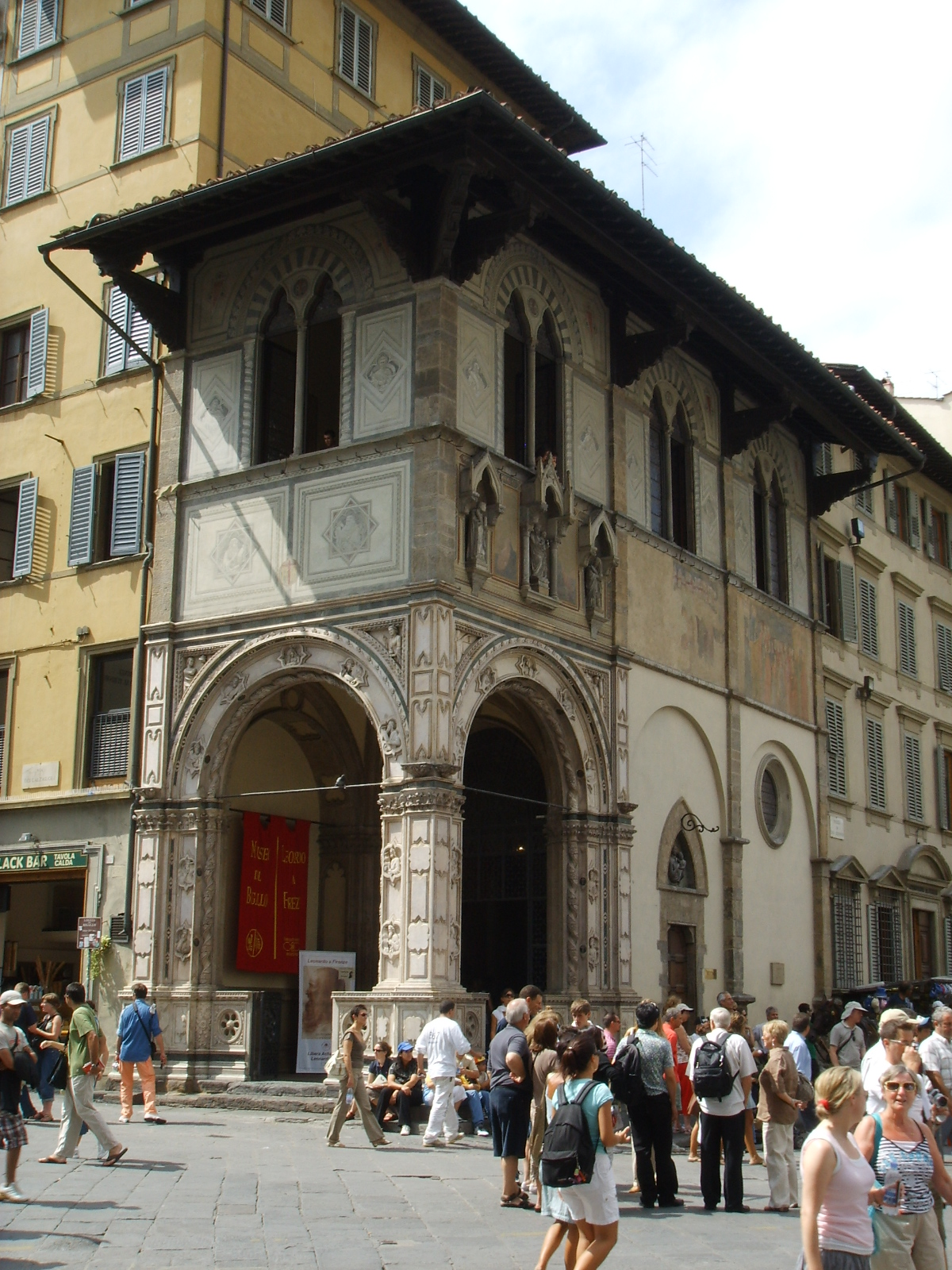
Museo del Bigallo

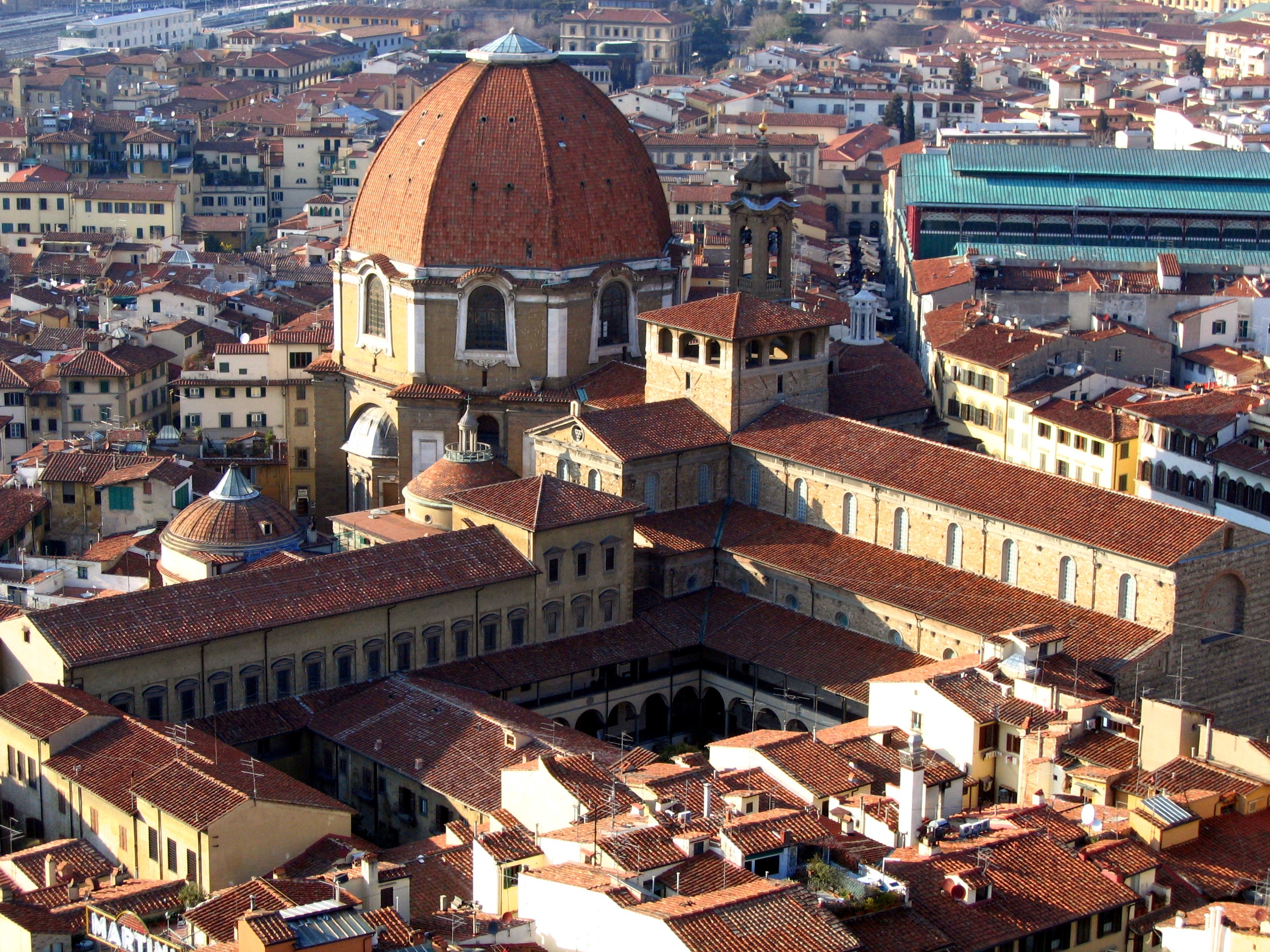
Cappelle Medicee

- Museo del Bigallo, gestito dall'ente Opera del Duomo
- Museo del Calcio (Firenze)
- Museo Gotica Toscana
- Cappella Brancacci, gestione mista con il Comune di Firenze
- Casa Buonarroti
- Casa di Dante
- Casa Guidi
- Casa museo Rodolfo Siviero, gestito dalla Regione Toscana con l'aiuto dell'associazione Amici dei musei fiorentini.
- Cenacolo di Santo Spirito e Fondazione Romano, gestito da Comune di Firenze
- Collezione Alberto della Ragione in ricollocamento, attualmente non visitabile, gestito da Comune di Firenze
- Salita alla Cupola del Brunelleschi, gestito dall'ente Opera del Duomo
- Museo ebraico
- Museo Firenze com'era, gestito da Comune di Firenze
- Fondazione Giovanni Spadolini a Pian de' Giullari
- Giardino di Archimede e Museo della Matematica, zona Isolotto
- Gipsoteca dell'Istituto d'Arte a Porta Romana
- Museo Horne
- Museo Marino Marini
- Museo dell'Opera del Duomo, gestito dall'ente Opera del Duomo
- Museo dell'Opera di Santa Croce e Cappella de' Pazzi
- Palazzo Medici Riccardi, gestito dalla Città metropolitana di Firenze
- Palazzo Vecchio, gestito da Comune di Firenze
- Museo e Istituto fiorentino di Preistoria
- Galleria Rinaldo Carnielo, gestito da Comune di Firenze
- Museo Salvatore Ferragamo
- Museo di Santa Maria Novella, gestito da Comune di Firenze
- Scavi di Santa Reparata, gestito dall'ente Opera del Duomo
- Museo diocesano di Santo Stefano al Ponte
- Spedale degli Innocenti
- Museo Stibbert, gestione mista fra il Comune e la Fondazione Stibbert
- Museo di storia della fotografia Fratelli Alinari
- Museo Galileo
- Museo Gucci
- Museo di storia naturale di Firenze, gestito dall'Università ha sei sezioni:
  - Museo di storia naturale sezione di zoologia La Specola in via Romana, collezione zoologica e anatomica.
  - Museo di storia naturale sezione di antropologia ed etnologia ed etnologica.
  - Museo di storia naturale sezione di botanica, in via La Pira, collezione botanica
  - Museo di storia naturale sezione di geologia e paleontologia, in via La Pira, collezione geologica e paleontolica
  - Museo di storia naturale sezione di mineralogia e litologia, in via La Pira, collezione di minerali e litologica
  - Museo di storia naturale sezione orto botanico, in via Micheli, orto botanico.
- Museo Torrini
- Museo diocesano di Santo Stefano al Ponte

### Città metropolitana di Firenze
- Area archeologica di Fiesole

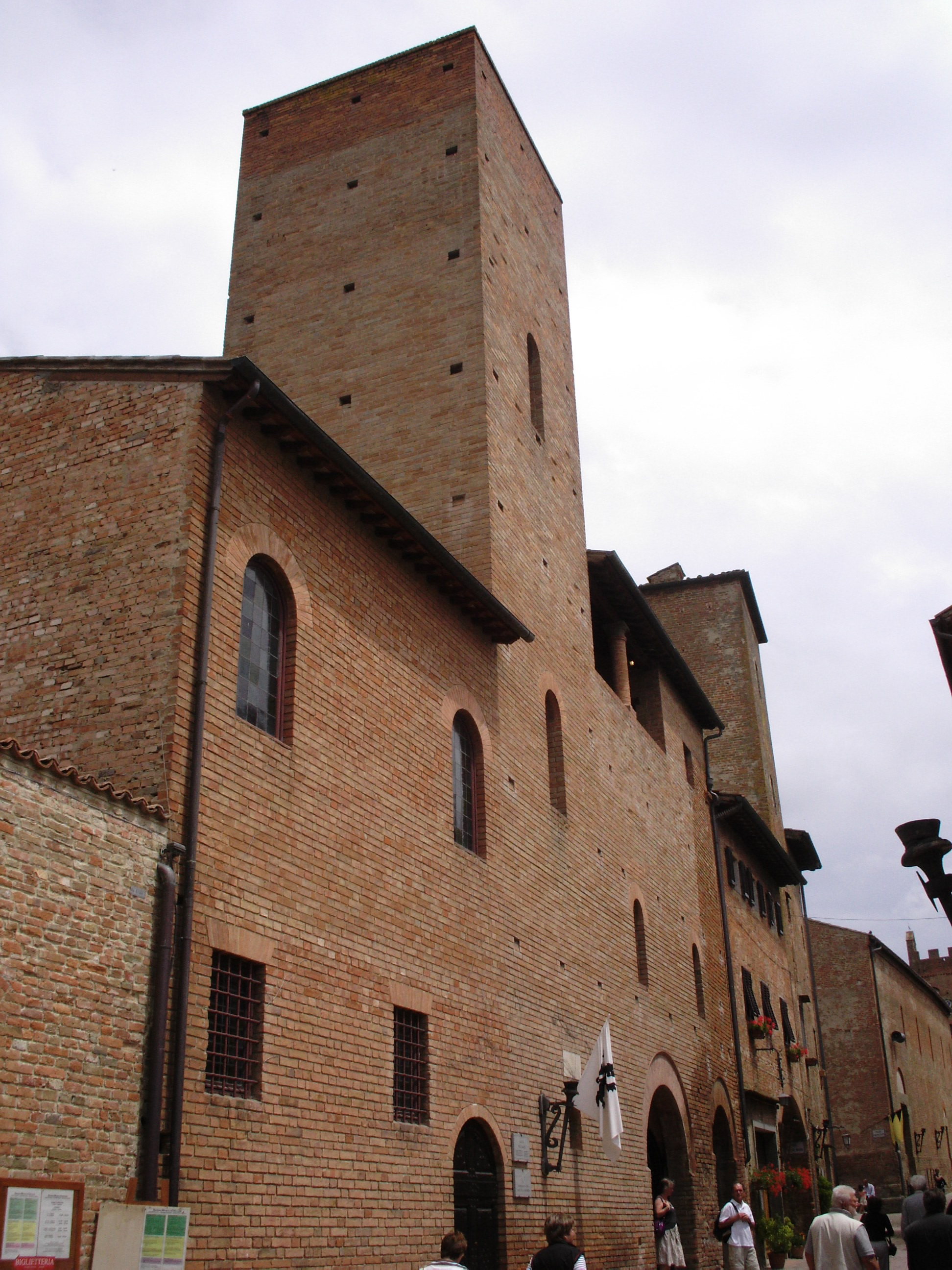
Casa di Boccaccio

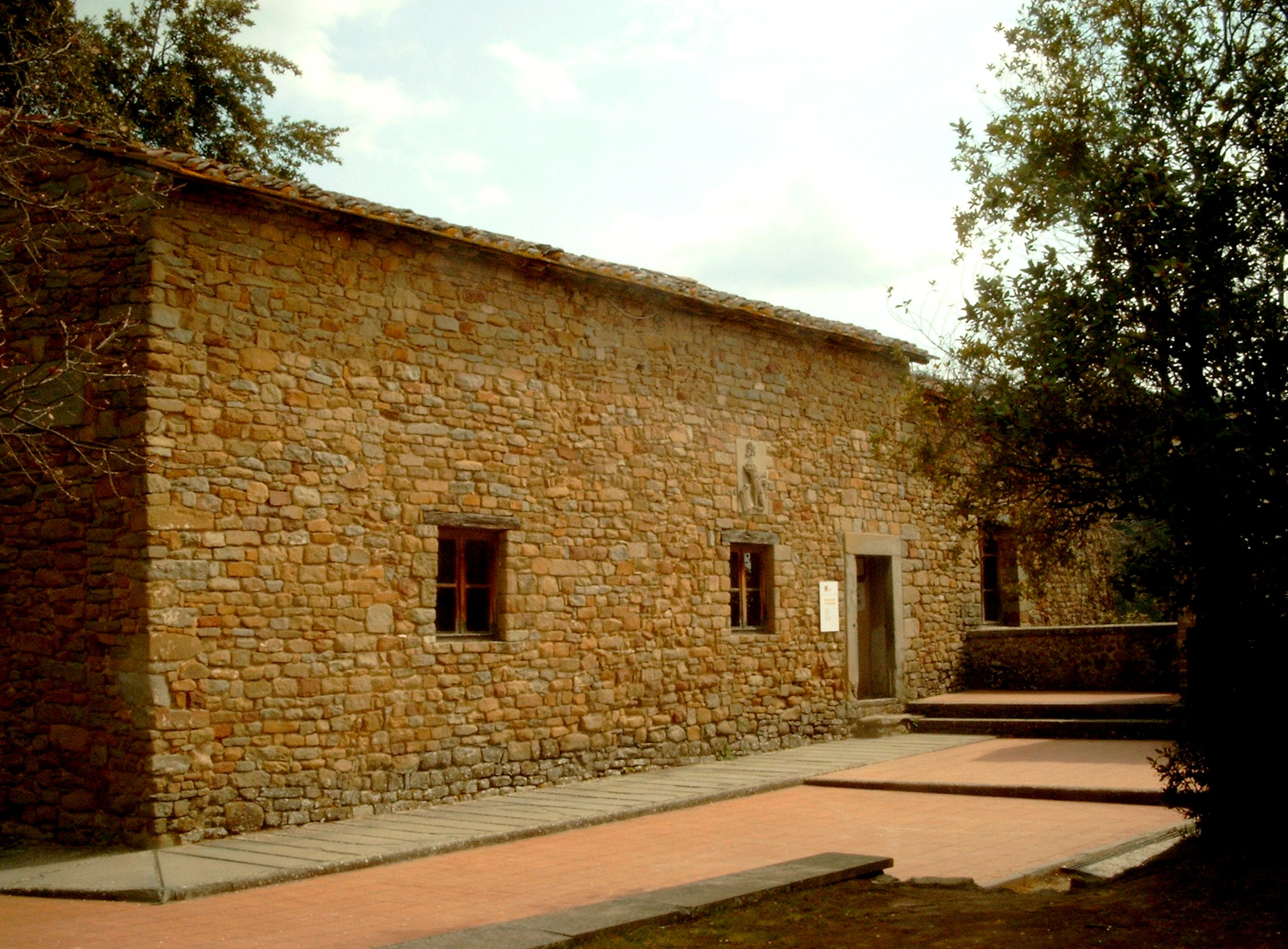
Casa di Leonardo da Vinci

- Museo della Manifattura Chini di Borgo San Lorenzo
- Museo delle genti di montagna di Palazzuolo sul Senio
- Museo archeologico dell'Alto Mugello di Palazzuolo sul Senio
- Museo archeologico di Montelupo
- Museo archeologico e della ceramica di Montelupo
- Museo Bandini, Fiesole
- Museo di Fucecchio, Fucecchio
- Museo dei ferri taglienti di Scarperia
- Museo di San Casciano
- Museo di arte sacra, Montespertoli
- Museo di arte sacra (Tavarnelle Val di Pesa), Tavarnelle Val di Pesa
- Museo Masaccio, Cascia di Reggello

#### Castelfiorentino
- BEGO-Museo Benozzo Gozzoli
- Museo di Santa Verdiana (Castelfiorentino)

#### Certaldo
- Casa Boccaccio, Certaldo
- Museo di Arte Sacra, Certaldo
- Museo civico di palazzo Pretorio, Certaldo

#### Empoli
- Casa Busoni, Empoli
- Casa natale del Pontormo, Pontorme, Empoli
- Museo della Collegiata di Sant'Andrea, Empoli

#### Lastra a Signa
- Museo Enrico Caruso
- Museo Vicariale di Arte Sacra di San Martino a Gangalandi
- Museo artisti locali di Lastra a Signa

#### Scandicci
- Museo geopaleontologico GAMPS, Badia a Settimo, Scandicci

#### Vinci
- Casa natale di Leonardo, Anchiano, Vinci
- Museo Ideale Leonardo da Vinci, Vinci
- Museo leonardiano, Vinci

## Provincia di Grosseto

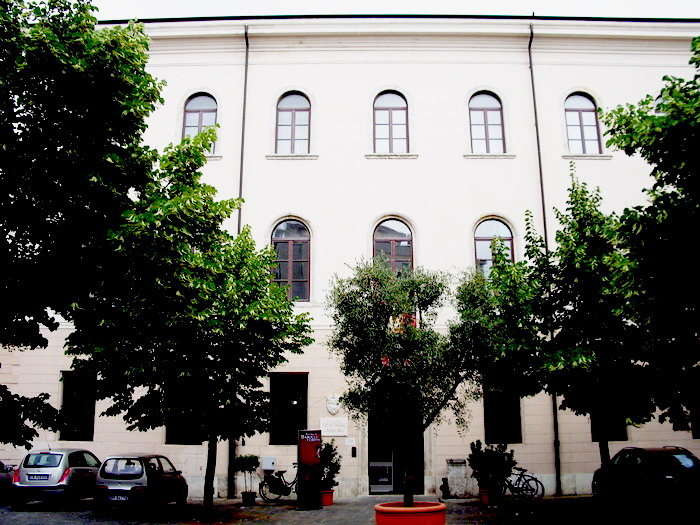
Museo archeologico e d'arte della Maremma

### Grosseto
- Museo archeologico e d'arte della Maremma, Grosseto
- Museo d'arte sacra della diocesi di Grosseto, Grosseto
- Museo di storia naturale della Maremma, Grosseto
- Museo collezione Gianfranco Luzzetti
- Museo di Storia Locale Ildebrando Imberciadori, Montepescali
- Osservatorio astronomico di Roselle

### Provincia di Grosseto
- Sentiero e gallerie minerarie del Cornacchino, Castell'Azzara
- Museo multimediale della Casa Rossa Ximenes, Castiglione della Pescaia
- Museo della civiltà rurale della rocca di Montemassi, Montemassi
- Casa museo di Monticello Amiata, Monticello Amiata
- Museo della focarazza, Santa Caterina
- Museo delle miniere di mercurio del Monte Amiata, Santa Fiora
- Museo archeologico e della vite e del vino, Scansano
- Museo dell'olio, Seggiano
- Museo mineralogico, Semproniano
- Museo civico archeologico Isidoro Falchi, Vetulonia

#### Arcidosso
- Centro studi David Lazzaretti, Arcidosso
- Centro visite del parco faunistico e delle riserve naturali del Monte Amiata, Arcidosso
- Museo di arte e cultura orientale, Arcidosso

#### Castel del Piano
- Raccolta d'arte di Palazzo Nerucci, Castel del Piano
- Giardino di Piero Bonacina, Montegiovi
- Museo della vite e del vino, Montenero d'Orcia

#### Follonica
- Museo delle arti in ghisa nella Maremma, Follonica
- Pinacoteca civica, Follonica

#### Manciano
- Museo di preistoria e protostoria della Valle del Fiora, Manciano
- Museo della filarmonica Pietro Mascagni, Poggio Murella
- Museo archeologico, Saturnia
- Polo culturale Pietro Aldi, Saturnia

#### Gavorrano
- Centro di documentazione etrusco della Rocca di Frassinello, Gavorrano
- Parco minerario naturalistico, Gavorrano
  - Parco delle Rocce
  - Pozzo Impero
  - Pozzo Roma
  - Ravi Marchi
  - Rigoloccio

#### Massa Marittima
- Antica falegnameria, Massa Marittima
- Antico frantoio, Massa Marittima
- Museo archeologico, Massa Marittima
- Museo degli organi Santa Cecilia, Massa Marittima
- Museo della miniera, Massa Marittima
- Museo di arte sacra e Collezione d'arte contemporanea, Massa Marittima
- Torre del Candeliere e Cassero Senese, Massa Marittima
- Parco archeologico del Lago dell'Accesa, loc. La Pesta
- Aquarium Mondo Marino, Valpiana

#### Monte Argentario
- Acquario mediterraneo della Costa d'Argento, Porto Santo Stefano
- Centro studi Don Pietro Fanciulli, Porto Santo Stefano
- Mostre permanenti della Fortezza Spagnola, Porto Santo Stefano
- Orto botanico Corsini, Porto Ercole

#### Orbetello
- Museo della cultura contadina, Albinia
- Museo archeologico nazionale di Cosa, Ansedonia
- Museo archeologico, Orbetello
- Acquario della Laguna di Orbetello, Talamone

#### Pitigliano
- Museo archeologico all'aperto Alberto Manzi, Pitigliano
- Museo civico archeologico, Pitigliano
- Museo diocesano di Palazzo Orsini, Pitigliano
- Percorso ebraico: museo ebraico, sinagoga e ghetto, Pitigliano

#### Scarlino
- Centro di documentazione del territorio per gli Etruschi, Scarlino
- Centro di documentazione del territorio Riccardo Francovich, Scarlino
- Museo archeologico di Portus Scabris, Puntone di Scarlino

#### Sorano
- Museo civico archeologico, Sorano
- Parco archeologico Città del Tufo, Sovana
- Polo museale di Sovana
  - Museo di San Mamiliano
  - Palazzo Pretorio

#### Parchi artistici
- Giardino dei Suoni, Boccheggiano (Montieri)
- Giardino dei Tarocchi, Capalbio
- Giardino di Daniel Spoerri, Seggiano

## Provincia di Livorno

### Livorno
- Museo civico Giovanni Fattori, Livorno
- Museo Mascagnano, Livorno
- Museo ebraico Yeshivà Marini, Livorno
- Museo di storia naturale del Mediterraneo, Livorno
- Casa-museo di Amedeo Modigliani, Livorno
- Museo diocesano Leonello Barsotti, Livorno

#### Piombino
- Museo archeologico del territorio di Populonia, Piombino
- Museo diocesano d'arte sacra Andrea Guardi, Piombino
- Museo del Castello e della Città di Piombino, Piombino
- Museo di entomologia, Piombino
- Museo del mare, Piombino
- Collezione privata Gasparri, Populonia

### Provincia di Livorno
- Museo civico archeologico, Rosignano Marittimo
- Museo archeologico nazionale di Castiglioncello, Castiglioncello
- Museo archeologico di Marciana, Marciana
- Museo etnografico Casalino del Castagno, Marciana

## Provincia di Lucca

### Lucca
- Museo del fumetto e dell'immagine, Lucca
- Museo nazionale di Villa Guinigi
- Museo di Palazzo Mansi
- Museo dell'emigrazione italiana

### Provincia di Lucca
- Museo Athena, Capannori
- Museo archeologico comunale di Camaiore, Camaiore
- Museo d'arte sacra (Camaiore), Camaiore
- Museo archeologico di Pietrasanta, Pietrasanta
- Museo del lavoro e delle tradizioni popolari della Versilia storica, Palazzo mediceo di Seravezza, Seravezza
- Area archeologica Massaciuccoli romana, Massaciuccoli, Massarosa
- Museo Ugo Guidi, Forte dei Marmi
- Museo della satira e della caricatura, Forte dei Marmi
- Galleria d'arte moderna e contemporanea Lorenzo Viani - GAMC, Viareggio

## Provincia di Massa Carrara

### Massa
- Museo Diocesano di Arte sacra di Massa
- Museo storico della Deputazione di Storia Patria
- Museo etnologico delle Apuane

### Carrara
- Museo civico del marmo di Carrara
- Collezioni dell'Accademia di belle arti
- Museo Carrara e Michelangelo - CarMi
- Cava-museo di Fantiscritti
- Museo della scultura

### Provincia di Massa e Carrara
- Museo delle statue stele lunigianesi, Pontremoli
- Museo diocesano di Pontremoli, Pontremoli
- Centro di documentazione e produzione didattica, Filattiera
- Museo dell'emigrazione della gente di Toscana, Mulazzo
- Museo dantesco lunigianese, Mulazzo
- Centro di documentazione di Alessandro Malaspina, Mulazzo
- Museo Archivio della Memoria, Bagnone
- Museo etnografico della Lunigiana, Villafranca in Lunigiana
- Museo di storia naturale della Lunigiana, Aulla
- Museo di San Caprasio, Aulla
- Museo audiovisivo della Resistenza, Fosdinovo
- Museo della stampa Jacopo da Fivizzano, Fivizzano
- Museo territoriale dell'alta valle Aulella, Casola in Lunigiana

## Provincia di Pisa

### Pisa
- Camposanto monumentale, Pisa
- Museo dell'Opera del Duomo, Pisa
- Museo delle navi antiche di Pisa, Pisa
- Museo delle sinopie, Pisa
- Museo nazionale di palazzo Reale, Pisa
- Museo nazionale di San Matteo, Pisa
- Museo degli strumenti per il calcolo, Pisa
- Collezioni egittologiche dell'Università di Pisa, Pisa
- Museo anatomico veterinario, Pisa
- Museo della Grafica, Pisa
- Orto botanico di Pisa, Pisa

### Provincia di Pisa
- Museo della storia antica del territorio di Bientina, Bientina
- Museo nazionale della certosa monumentale di Pisa, Calci
- Museo di storia naturale dell'Università di Pisa, Calci (http://www.msn.unipi.it/)
- Museo delle arti e dei mestieri della Toscana, Sasso Pisano
- Casa museo Gualerci Nicola, Sasso Pisano
- Museo delle miniere, Montecatini Val di Cecina
- Museo della geotermia, Larderello

#### Valdera
- Museo delle attività agricole di Usigliano di Lari, Lari
- Museo "F. Baldinucci" e Castello dei Vicari, Lari
- Museo di Icone Russe "F. Bigazzi", Peccioli
- Museo Piaggio "Giovanni Alberto Agnelli", Pontedera

#### Volterra
- Museo etrusco Guarnacci
- Pinacoteca e museo civico di Volterra
- Museo Diocesano di Arte Sacra (Volterra)
- Palazzo Incontri-Viti
- Ecomuseo dell'alabastro

## Provincia di Pistoia

### Pistoia
- Museo civico
- Centro di documentazione Giovanni Michelucci
- Museo della cattedrale di San Zeno
- Museo diocesano
- Museo del ricamo
- Museo Marino Marini
- Fondazione Pistoiese Jorio Vivarelli

### Provincia di Pistoia
- Ecomuseo della Montagna pistoiese
- Collezione d'arte contemporanea "Lo spirito del luogo", Villa la Magia, Quarrata
- Villa La Magia, patrimonio UNESCO, Quarrata
- ANPIL La Querciola e Museo di Casa di Zela[1], museo della civiltà e della cultura contadina, Quarrata
- Museo civico di scienze naturali e archeologia della Valdinievole
- Museo e rifugi S.M.I.
- Pinacoteca di San Michele
- Museo della civiltà contadina Casa dei (Larciano)

#### Monsummano Terme
- Museo di arte contemporanea e del Novecento
- Museo della città e del territorio (Monsummano)
- Museo di casa Giusti

## Provincia di Prato

### Prato
- Museo civico (Prato)
- Museo dell'Opera del Duomo (Prato)
- Museo di pittura murale
- Centro per l'arte contemporanea Luigi Pecci
- Museo del Centro di Scienze Naturali
- Museo della Deportazione
- Museo di scienze planetarie
- Museo del tessuto
- Palazzo Comunale

### Provincia di Prato
- Villa Medicea di Poggio a Caiano
- Museo della vite e del vino di Carmignano
- Parco museo Quinto Martini[2]

## Provincia di Siena

### Siena
- Museo civico
- Museo dell'opera metropolitana del duomo
- Museo di storia naturale dell'Accademia dei Fisiocritici (MUSNAF)
- Pinacoteca nazionale
- Palazzo delle Papesse Centro arte contemporanea
- Santa Maria della Scala
- Museo nazionale dell'Antartide Felice Ippolito

### Provincia di Siena
- Museo di palazzo Corboli, Asciano
- Museo di arte sacra della Val d'Arbia, Buonconvento
- Museo d'arte sacra di Castelmuzio
- Museo archeologico del Chianti senese, Castellina in Chianti
- Museo civico per la preistoria del monte Cetona, Cetona
- Museo d'arte di Chianciano, Chianciano
- Museo della collegiata di Chianciano, Chianciano
- Museo archeologico nazionale di Chiusi, Chiusi
- Museo diocesano della cattedrale e cunicoli etruschi di Chiusi, Chiusi
- Museo civico e diocesano di arte sacra di San Galgano, Chiusdino
- Parco Sculture del Chianti
- Parco di Kurt Laurenz Metzler, Iesa
- Museo d'arte sacra di Montisi
- Museo minerario di Abbadia San Salvatore
- Museo d'arte sacra Don Roberto Corvini di Abbadia San Salvatore
- Museo civico di Montepulciano, Montepulciano
- Antiquarium di Poggio Civitate, Murlo
- Museo diocesano d'arte sacra, Pienza
- Museo d'arte sacra del Chianti, Radda in Chianti
- Museo del tartufo, San Giovanni d'Asso

Colle di Val d'Elsa
- Museo civico e d'arte sacra
- Museo del cristallo

San Gimignano
- Museo civico
- Museo diocesano
- Spezeria di Santa Fina, Museo etrusco e Galleria d'arte moderna
- Museo ornitologico
- Museo SanGimignano1300